# Jorge Garbajosa
Pour les articles homonymes, voir Chaparro.
Pour le joueur français de rugby à XV, voir Xavier Garbajosa.
Jorge Garbajosa Chaparro, Jr. dit Jorge Garbajosa, né le 19 décembre 1977 à Torrejón de Ardoz, est un joueur espagnol de basket-ball. Il évolue au poste d'ailier avant de prendre sa retraite au mois de mai 2012.
En juillet 2016, il devient président de la Fédération espagnole de basket-ball.

## Clubs
- 1994-2000 :  Taugres Vitoria
- 2000-2004 :  Benetton Trévise
- 2004-2006 :  Unicaja Málaga
- 2006-2008 :  Raptors de Toronto
- 2008-2009 :  BC Khimki Moscou
- 2009-2011 :  Real Madrid
- 2011-2012 :  Unicaja Málaga

## Palmarès

### Club
- Finaliste de la l'Euroligue en 2003
- Vainqueur de la Coupe Saporta en 1996
- Champion d'Espagne en 2006
- Finaliste de la Liga ACB en 1998
- Champion d'Italie en 2002 et 2003
- Vainqueur de la Coupe du Roi en 1999 et 2005
- Vainqueur de la Coupe d'Italie en 2003 et 2004

### Équipe nationale
- Championnat du monde
  -  Médaille d'or du Championnat du monde 2006
- Jeux olympiques d'été de 2008
  -  Médaille d'argent des Jeux olympiques d'été de 2008 en Chine
- Championnat d'Europe
  -  Médaille d'argent du championnat d'Europe de basket-ball 2003 en Suède
  -  Médaille d'argent du championnat d'Europe de basket-ball 2007 en Espagne
  -  Médaille de bronze du championnat d'Europe de basket-ball 2001 en Turquie
- Autres
  - International espagnol depuis le 20 août 2000 jusqu'à 2011.

### Distinction personnelle
- Élu dans le cinq majeur du championnat du monde 2006
- Élu NBA All-Rookie First Team (première équipe type des rookies) en 2007.